# القوة العاملة في الولايات المتحدة

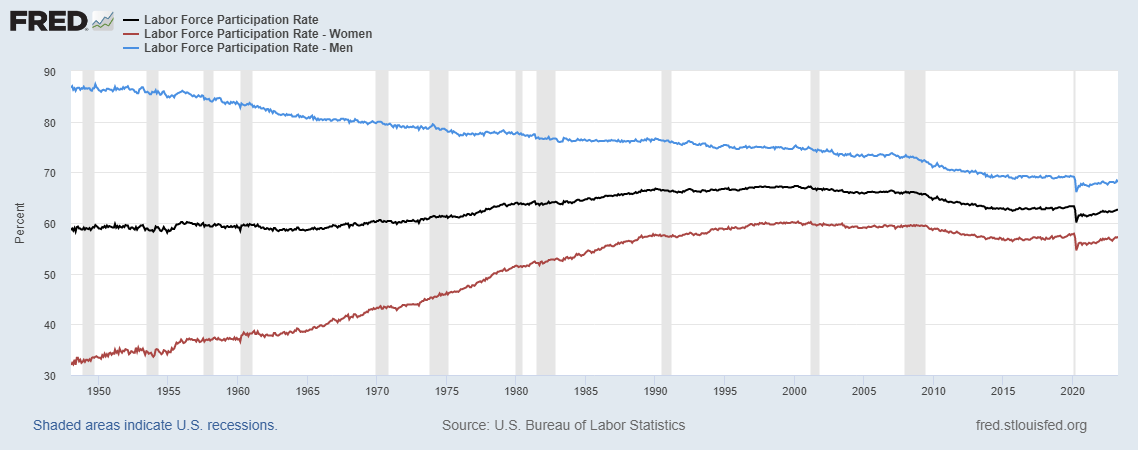
معدل المشاركة في القوى العاملة الأمريكية من 1948 إلى 2021 ، حسب النوع الإجتماعي.
مشاركة الذكور
إجمالي المشاركة في القوى العاملة
مشاركة الإناث

القوة العاملة هي العدد الفعلي للأشخاص القادرين على العمل وهي مجموع العاملين والعاطلين عن العمل. وصلت قوة العمل الأمريكية إلى 164.6 مليون شخص في شباط 2020، في بداية وباء COVID-19 في الولايات المتحدة. زادت القوة العاملة الأمريكية كل عام منذ عام 1960، باستثناء الفترة التي تلت الركود العظيم (2009-2011)، حيث بقيت أقل من مستويات عام 2008.  
معدل المشاركة في القوى العاملة (أو معدل النشاط الاقتصادي)، هو النسبة بين القوى العاملة والحجم الإجمالي لفئتهم (سكان البلد من نفس الفئة العمرية). كما هو الوضع في بلدان أخرى في الغرب، ارتفع معدل المشاركة في القوى العاملة في الولايات المتحدة بشكل ملحوظ خلال النصف الأخير من القرن العشرين، والسبب الأكبر وراء ذلك هو دخول النساء إلى مكان العمل بأعداد أكبر من ذي قبل. منذ عام 2000 شهدت المشاركة في القوى العاملة إنخفاضاً مستمراً، والسبب الرئيسي لذلك يعود إلى الشيخوخة وتقاعد جيل طفرة المواليد (Baby Boom). يساعد تحليل اتجاهات المشاركة في القوى العاملة في سن العمل الأساسي (25-54) على فصل تأثير شيخوخة السكان عن العوامل الديموغرافية الأخرى (مثل النوع الإجتماعي والعرق والتعليم) والسياسات الحكومية. أوضح مكتب الميزانية في الكونجرس في عام 2018 السبب لارتفاع مشاركة القوى العاملة، هو ارتفاع التحصيل العلمي العالي للعمال الذين تتراوح أعمارهم بين 25 و 54 عامًا. للإعاقة هي السبب الأكبر الذي يدفع الرجال في مقتبل اعمارهم إلى أن يكونوا خارج تصنيف القوى العاملة، في حين أن السبب الرئيسي للمرأة هو رعاية أفراد أسرتها.

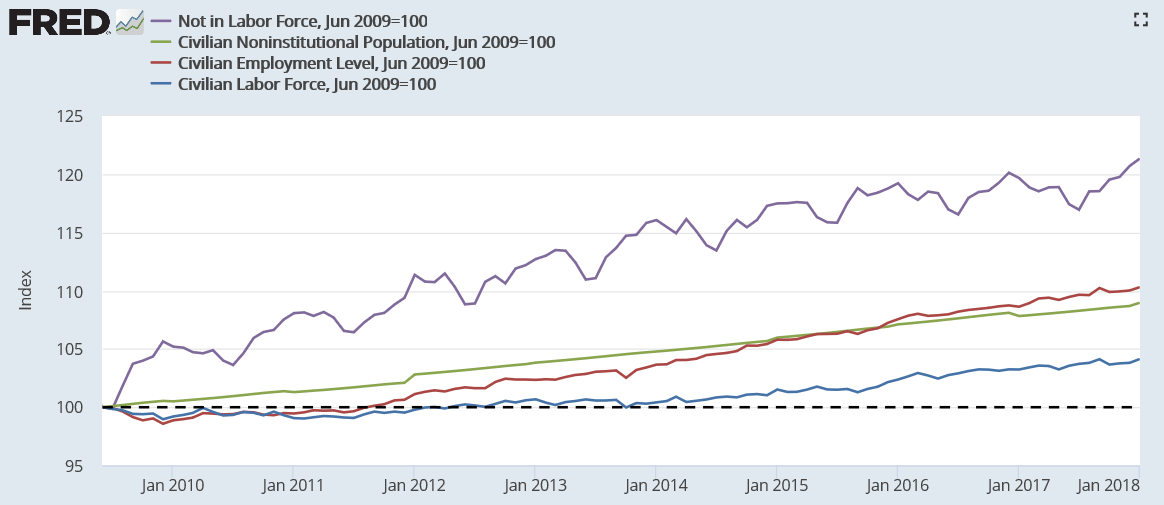
اتجاهات التوظيف في المتغيرات الرئيسية المفهرسة لإظهار التغيرات النسبية في عدد الأشخاص (نقطة البداية = 100). على سبيل المثال ، من حزيران 2009 (نهاية للركود العظيم) إلى تموز 2018، زاد عدد الأشخاص غير المنضمين إلى القوى العاملة بنسبة 18٪ مع تقاعد الملايين من مواليد جيل الطفرة السكانية، لكن القوة العاملة زادت بنسبة 5٪.

## تعريف
يعرف مكتب إحصاءات العمل القوى العاملة على الشكل التالي:
تشمل الأفراد الذين تبلغ أعمارهم 16 عامًا فما فوق المقيمين في الولايات الخمسين ومقاطعة كولومبيا الذين ليسوا من نزلاء المؤسسات (مثل المرافق الجنائية والعقلية، وبيوت المسنين)، والذين لا يؤدون واجب الخدمة في القوات المسلحة.

## النوع الإجتماعي والقوى العاملة الأمريكية

### النساء
في الولايات المتحدة، هنالك ثلاث مراحل مهمة أدت لزيادة مشاركة المرأة في القوى العاملة. خلال أواخر القرن التاسع عشر وحتى العشرينات من القرن العشرين، كان هنالك عدد قليل جدًا من النساء يعملن. وغالبًا ما تكن العاملات عازبات، وقد ينسحبن من العمل لاحقاً عند الزواج، خاصة في حال لم تكن أسرهن بحاجة إلى دخلين. وقد عملن بصورة اساسية في صناعة النسيج أو كعاملة منزلية . مكنت هذه المهن المرأة وسمحت لها بكسب أجر معيشي. في بعض الأحيان، كانت النساء تقوم بمساعدة عائلاتهم مالياً.
بين عامي 1930 و 1950، زادت مشاركة الإناث في القوى العاملة يعود ذلك بشكل كبير إلى زيادة الطلب على العاملين في المكاتب، وبسبب النساء المشاركات في حركة المدرسة الثانوية (ازدياد اعداد المنتسبين للمدارس الثانوية)، والكهرباء فبسببها قل الوقت الذي تحتاجه المراة في القيام بالأعمال المنزلية. لاحقاً، في الخمسينيات والسبعينيات من القرن العشرين، كانت معظم النساء مُعيلات ثانويات وعملن بشكل أساسي كسكرتيرات ومعلمات وممرضات وأمينات مكتبات ( وظائف ذوي الياقات الوردية ).
تشير كلوديا غولدين وآخرون إلى أنه في منتصف السبعينيات تحديداً كانت هناك فترة ثورة للنساء في القوى العاملة ناجمة عن عوامل مختلفة. حيث خططت النساء بشكل أكثر دقة لمستقبلهن كقوى عاملة، وقمن باختيار تخصصات دراسية تزيد من فرصة دخولهم لسوق العمل والمنافسة فيه. في الولايات المتحدة الاميريكية، ارتفع معدل المشاركة في القوى العاملة من حوالي 59٪ في عام 1948 إلى 66٪ في عام 2005،  حيث ارتفعت المشاركة بين النساء من 32٪ إلى 59٪  فيما انخفضت المشاركة بين الرجال من 87٪ إلى 73 ٪.
تدعي نظرية سائدة في علم الاقتصاد الحديث أن زيادة مشاركة النساء في القوى العاملة الأمريكية في أواخر الستينيات كان بسبب إدخال تكنولوجيا جديدة لمنع الحمل وحبوب منع الحمل وتعديل قوانين سن الرشد. حيث أعطت وسائل تحديد النسل المرأة المرونة في القيام بالاستثمار والتقدم في حياتها المهنية مع الحفاظ على العلاقة الزوجية. فمن خلال التحكم في توقيت الحمل، قلت الاسباب التي تتطلب من النساء التوقف عن مسيرتهم المهنية. ومع ذلك، فقط 40 % من النساء استخدمن حبوب منع الحمل. وهذا يعني أن هنالك عوامل أخرى قد ساهمت في اختيار المرأة للاستثمار في تطوير حياتها العملية.
ومن هذه العوامل الأخرى التي ساهمت في هذا الاتجاه سن قانون المساواة في الأجور لعام 1963، والذي هدف إلى إلغاء التفاوت في الأجر القائم على أساس النوع الإجتماعي. مثل هذا تشريع قد قلل من التمييز الجندري، مما شجع المزيد من النساء على دخول سوق العمل من خلال تلقي أجر عادل للمساعدة في تربية الأطفال.

#### الاتجاهات التاريخية
وفقا لتعداد الولايات المتحدة في عام 1861 ، كانت ثلث النساء في القوى العاملة وربعهم لنساء متزوجات.
قامت إلين دوبواز ولين دومينيل بتقدير عدد النساء في القوى العاملة للفترة من 1800 إلى 1900 كما في الجدول الأتي:
| العام | ٪ النساء في القوى العاملة | النساء ٪ من إجمالي القوى العاملة |
| ----- | ------------------------- | -------------------------------- |
| 1800  | 4.6٪                      | 4.6٪                             |
| 1810  | 7.9٪                      | 9.4٪                             |
| 1820  | 6.2٪                      | 7.3٪                             |
| 1830  | 6.4٪                      | 7.4٪                             |
| 1840  | 8.4٪                      | 9.6٪                             |
| 1850  | 10.1٪                     | 10.8٪                            |
| 1860  | 9.7٪                      | 10.2٪                            |
| 1870  | 13.7٪                     | 14.8٪                            |
| 1880  | 14.7٪                     | 15.2٪                            |
| 1890  | 18.2٪                     | 17.0٪                            |
| 1900  | 21.2٪                     | 18.1٪                            |

وفقًا لوزارة العمل الأمريكية، ابتداء من عام 2017 ، بلغت نسبة النساء 47٪ من إجمالي القوى العاملة، 70٪ منهن كن أمهات لديهن أطفال أقل من سن 18 عامًا.  

### الرجال
انخفضت نسبة مشاركة الرجال في القوى العاملة بشكل مستمر منذ الستينيات على الأقل. وينطبق هذا على كل من سن العمل الإجمالي والأساسي (25-54)، كما سيوضح في قسم التحليل أدناه.

## تحليل معدل المشاركة في القوى العاملة

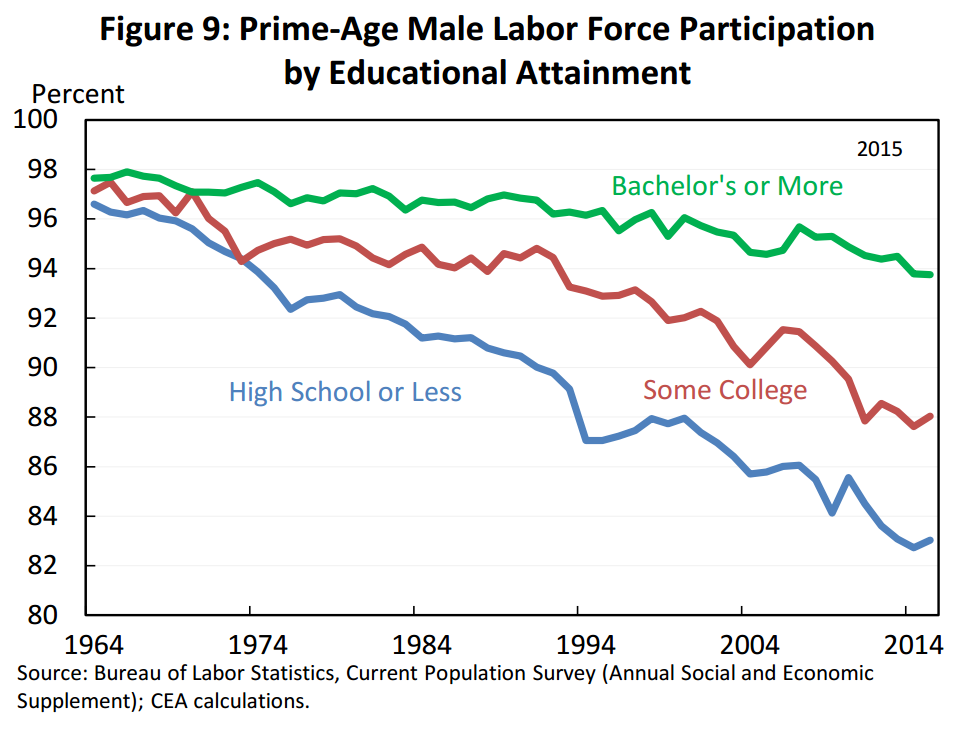
يُظهر الرسم البياني الخطي التراجع طويل الأجل في مشاركة القوى العاملة للذكور الأمريكيين في سن العمل الأساسي (25-54 عامًا) ، بناءً على التحصيل العلمي.

### المعدل العام
من عام 1962 إلى عام 1999، شكلت النساء اللاتي دخلن القوى العاملة الأمريكية ما يقرب من 8 % زيادة في إجمالي معدل المشاركة في القوى العاملة. فيما انخفض معدل المشاركة في القوى العاملة الإجمالي في الولايات المتحدة (من سن 16 فما فوق) منذ أعلى مستوى له على الإطلاق حيث بلغ 67.3٪ في الفترة من كانون الثاني- نيسان 2000 ، ليصل إلى 62.7٪ بحلول كانون الثاني 2018. هذا الانخفاض مرتبط بشكل رئيسي بتقاعد جيل طفرة المواليد. وبما أن تعريف القوى العاملة الإجمالية يشمل الافراد الذين تزيد أعمارهم عن 16 عامًا، فإن المجتمع بعد عام 2000 أصبح يضم عدد كبيراً من الافراد المتقدمين بالسن، السبب الذي كان له تأثيراً مستمراً لإنخفاض معدل المشاركة في القوى العاملة، حيث أصبح عدد الأشخاص الذين تجاوزوا سن العمل النموذجي (25-54) أكبر من عدد الاشخاص الذين ما زال يشملهم التعريف. هذا الإنخفاض كان متوقعاً من قبل عدد من الاقتصاديين وعلماء الديموغرافيا في التسعينيات، إن لم يكن قبل ذلك. مثلاً، خلال عام 1999 توقع مكتب إحصاءات العمل أن يكون إجمالي معدل المشاركة في القوى العاملة  66.9٪ في 2015 و 63.2٪ في 2025. توقع الاقتصاديون الفيدراليون في عام 2006 (أي قبل الركود الكبير الذي بدأ في كانون الأول 2007) أن معدل المشاركة في القوى العاملة سيكون أقل من 64 ٪ بحلول عام 2016 ، بالقرب من متوسط 62.7 ٪ في ذلك العام.
ينخفض معدل المشاركة في القوى العاملة عندما تكون النسبة المئوية للزيادة في السكان (المقام) أكبر من النسبة المئوية للزيادة في قوى العاملة (أي مجموع العاملين والعاطلين عن العمل، البسط). فيما يخص معدل البطالة فإنه سيرتفع في حال كانت النسبة المئوية للزيادة في عدد العاطلين (البسط) أكبر من النسبة المئوية للزيادة في عدد القوى العاملة (المقام).

### معدل سن العمل الأساسي
يقوم الاقتصاديون أيضًا بتحليل معدل المشاركة في القوى العاملة لهؤلاء العمال في أوج شبابهم، أي بين 25 و 54 عاماً. رياضياً، يتم حساب هذه النسبة على النحو الاتي: نضع بالبسط (مجموع القوى العاملة من 25 إلى 54 عامًا) وبالمقام (جميع السكان المدنيون الذين تتراوح أعمارهم بين 25 و 54 عامًا). هذه الطريقة يمكن أن تساعد في إزالة تأثير عامل الشيخوخة، مما يساعد في تشكيل فهم أفضل للإتجاهات بين الأشخاص في سن العمل. بلغ معدل المشاركة في القوى العاملة ذروته عند 84.5٪ ثلاث مرات بين تشرين الأول 1997 ونيسان 2000. قبل الركود العظيم، كان المعدل 83.3٪ في تشرين الثاني 2007 ، ثم انخفض إلى أدنى مستوى له عند 80.5٪ في تموز 2015 ، قبل أن يرتفع مجداداً مرة أخرى إلى 81.7٪ في كانون الثاني 2018. حيث أن معدل المشاركة في القوى العاملة هو أحد المتغيرات الرئيسة القليلة في سوق العمل، التي لم تعود إلى مستوى ما قبل الأزمة اعتبارًا من كانون الثاني 2018، وهذا مؤشر على الركود في سوق العمل.
- ظلت مشاركة الرجال (الذين يبلغون 25-54 عاماً) في القوى العاملة تنخفض بشكل مستمر منذ الستينيات على الأقل. تراوحت النسبة بين 93-95٪ خلال الثمانينيات، وانخفضت إلى حوالي 90٪ خلال العقد الأول من القرن الحادي والعشرين، وبلغت 88.5٪ في تشرين الأول 2017.[20] فيما تفسر المشاركة العالية في القوى العاملة بإرتفاع التحصيل العلمي.
- ارتفعت مشاركة النساء (اللاتي يبلغن 25-54 عاماً) في القوى العاملة بشكل ثابت من أوائل الستينيات على الأقل، وبلغت ذروتها 77.2 ٪ في آب 1997. وقد تأرجحت حول 75٪ منذ ذلك العام، لمجابهة الانخفاض الحاصل في مشاركة الرجال [21] · ويشار إلى أن النساء قد زادت نسبة تحصيلهن التعليمي مقارنة بالرجال.

في عام 2018 أوضح مكتب الميزانية في الكونجرس في 2018 أن التحصيل التعليمي العالي هو السبب وراء ارتفاع مشاركة في القوى العاملة. يميل الرجال في مقتبل العمر إلى أن يكونوا خارج حساب القوى العاملة بسبب الإعاقة، في حين أن السبب الرئيسي للمرأة هو رعاية أفراد أسرتها. بالإضافة إلى الاسباب السابقة، فأن ارتفاع نسبة الشيخوخة في المجتمع يتطلب من الافراد الذين  يشملهم سن العمل البقاء في المنزل بهدف مساعدة المسنيين، ويعتبر سبب آخر يؤثر سلباً على معدل المشاركة في القوى العمل لهذه الفئة.

### مشاركة المراهقين في القوى العاملة
في عام 1979، كان هناك أعلى معدل مشاركة في القوى العاملة من المراهقين حيث بلغت مشاركتهم 57.9%. في بداية القرن الحادي والعشرين، كان هناك انخفاض حاد في معدل المشاركة في القوى العاملة من قبل المراهقين، مع توقع انخفاض آخر أكبر من 2017 إلى 2024.
كان سبب الانخفاض في مشاركة المراهقين في القوى العاملة هو البيئة التي يعيش فيها المراهقون، بما في ذلك ضغوط أسرهم. حيث ضغطت البيئة على الكثيرين للذهاب إلى الجامعة، وأنتشرت المدارس الصيفية، وأصبحت الواجبات المدرسية مرهقة. مع أن تكلفة الجامعة قد ارتفعت على مر السنين، لكنها لم تثني المراهقين عن الانتساب اليها. بل هناك عدد كبير منهم يطلبون المساعدة للالتحاق بالجامعة. بالتالي هنالك زيادة في عدد المراهقين الملتحقين بالمدارس والجامعات، وانخفاض المشاركين منهم في القوى العاملة.
يواجه المراهقون الذين لا يرغبون في الالتحاق بالجامعة منافسة أكبر، منافسة من قبل الأفراد الذين  تخرجوا من الجامعة فهم أكثر خبرة لحصولهم على درجة علمية أعلى، ومن قبل الأفراد البالغين، وأخيرا الأفراد الذين قدموا من البلدان الأخرى إلى الولايات المتحدة  للحصول على وظائف. كلها أمور ساهمت في انخفاض مشاركة المراهقين في القوى العاملة.
وفقًا لتحليل مركز بيو للأبحاث في مسح السكان الحالي لعام 1944-2017 شهريًا، يمثل جيل الألفية (مواليد الفترة 1981 و1996) الذين تزيد أعمارهم عن 16 عامًا أكبر جيل في القوة العاملة الأمريكية وأعلى سعر منذ ما بعد الحرب، حيث يعمل أكثر من 35 ٪ أو هم ممن يبحثون عن عمل.

## العمال المولودين في الخارج (الولايات المتحدة)
بحلول كانون الثاني لعام 2018، كان هنالك 27.8 مليون عامل من القوى العاملة كانوا قد ولدوا في الخارج (في الولايات المتحدة). حيث يبلغ إجمالي معدل المشاركة في القوى العاملة لهذه المجموعة 65.1٪ من نفس العام. في عام 2013، كانت أعلى مجموعة من الأشخاص المشاركين في القوى العاملة المهاجرة للولايات المتحدة هم أفرادًا من المكسيك وأمريكا الوسطى. حيث شكلوا 40.3 بالمائة من قوة العاملة المهاجرة. فيما تفوقت المكسيك بقوة على أمريكا الوسطى حيث كان بها غالبية العمال، فيما المكسيك مثلت فقط 32 بالمائة من العمال المهاجرين. في عام 2013، احتجزت ولاية كاليفورنيا معظم العمال المهاجرين المولودين في الولايات المتحدة، وكان نصفهم تقريبًا من المكسيك وأمريكا الوسطى.

### النساء المهاجرات المولودات في الولايات المتحدة
منذ عام 1960، تتمتع المهاجرات المولودات في الولايات المتحدة الأمريكية بأدنى معدل مشاركة في سوق العمل من بين جميع المجموعات في الولايات المتحدة. وتشمل المجموعات المهاجرين من الرجال والأفراد المولودين في الولايات المتحدة. تشارك النساء المهاجرات في القوى العاملة بنسبة تتراوح بين 75 و 78 في المائة أقل من الذكور المولودين في البلد. من حيث المشاركة في القوى العاملة، فإن النساء المهاجرات من المكسيك وأمريكا الوسطى هم أقل عدد من المشاركين في القوة العاملة. بالنسبة للمهاجرين المولودين في الولايات المتحدة الذين يحاولون المشاركة في القوى العاملة ولكن لا يمكنهم العثور على عمل، فإن معدلات البطالة هي كما يلي. البطالة في صفوف العاملات المهاجرات (9.1 في المائة)، والبطالة في صفوف العاملات المواطنات الاصليين (7.9 في المائة)، أما البطالة في صفوف العاملات المهاجرات من المكسيك وأمريكا الوسطى فقد كانت (12.1 في المائة)، وأخيرا البطالة بين العاملات المهاجرات من دول أخرى (7.7 في المائة).

### الرجال المهاجرين المولودين في الولايات المتحدة
إن المهاجرين المولودين في الولايات المتحدة وأصولهم من المكسيك وأمريكا الوسطى هم أكبر عدد من المشاركين في القوة العاملة الأمريكية. فيما يلي نسب متوقعة لعدد المشاركين في القوى العاملة من الرجال المهاجرين ممن ولدوا في الولايات المتحدة: عمال مهاجرون ولدوا في الولايات المتحدة (9.9 في المائة)، وعمال ذكور من المواطنيين الاصليين (10.4 في المائة)، عمال مهاجرون من المكسيك وأمريكا الوسطى كانوا قد ولدوا في الولايات المتحدة (11.4 في المائة)، وأخيرا عمال مهاجرون من دول أخرى وولدوا في الولايات المتحدة (8.6 في المائة). الرجال المهاجرون المولودين في الولايات المتحدة لديهم معدل بطالة مماثل للعمال المواطنين الأمريكين، لكن معدل البطالة للرجال المهاجرين من المكسيك وأمريكا الوسطى أعلى بكثير من الرجال المهاجرين من دول أخرى ويبحثون عن عمل في الولايات المتحدة.

## مقارنة دولية
بالنسبة لعام 2017، صنفت وكالة الاستخبارات المركزية الولايات المتحدة على أنها رابع أكبر قوة عاملة في العالم بحوالي 160 مليوناً. فيما المراكز الثلاث الأولى كانت من نصيب الصين (807 مليون) والهند (522 مليونًا) والاتحاد الأوروبي (235 مليونًا).

## 12"Civilian Labor Force".FRED. مؤرشف منالأصلفي 2021-04-29. اطلع عليه بتاريخ2020-03-26.12CBO-Factors Affecting the Labor Force Participation of People Ages 25 to 54-February 7, 2018نسخة محفوظة2021-05-17 على موقعواي باك مشين.↑"BLS Glossary". مؤرشف منالأصلفي 2021-05-17. اطلع عليه بتاريخ2014-10-15.↑"Bureau of Labor Statistics Data". مؤرشف منالأصلفي 2009-02-11. اطلع عليه بتاريخ2014-10-15.↑"Bureau of Labor Statistics Data". مؤرشف منالأصلفي 2009-02-11. اطلع عليه بتاريخ2014-10-15.↑Breaking down the male participation rate by age bracket shows a marked decline in participation among men 55 and over from approximately 71% in 1948 to 44% in 2005 . Among younger age groups a decline is noticeable, but not nearly as drastic.↑"8=2006&from_month=9". مؤرشف منالأصلفي 2009-02-11. اطلع عليه بتاريخ2014-10-15.↑Yalom، Marilyn (2002).A History of the Wife. New York: Perennial. ص.188.ISBN:0060931566.↑DuBois، Ellen Carol؛ Dumenil، Lynn (2009).Through Women's Eyes: An American History with Documents(ط. 2nd). Boston: Bedford/St. Martin's. ص.338.ISBN:0312468873.↑"12 Stats about Working Women".US Department of Labor. 1 مارس 2017. مؤرشف منالأصلفي 2021-01-17.↑"Civilian Labor Force Participation Rate - Men".FRED. مؤرشف منالأصلفي 2021-05-17. اطلع عليه بتاريخ2018-02-18.↑"White House Council of Economic Advisors-The Long-Term Decline in Prime-Age Male Labor Force Participation-June 2016-Page 13"(PDF).البيت الأبيض دوت جوف. مؤرشف منالأصل(PDF)في 2021-03-30. اطلع عليه بتاريخ2017-10-04.↑CEPR-Multiple Authors-Understanding the decline in the labour force participation rate in the United States-August 2014نسخة محفوظة2021-05-17 على موقعواي باك مشين.↑"Civilian Labor Force Participation Rate".FRED. مؤرشف منالأصلفي 2021-05-17. اطلع عليه بتاريخ2018-02-18.↑BLS-Howard Fullerton-Labor force participation: 75 years of change, 1950–98 and 1998–2025-December 1999نسخة محفوظة2021-03-27 على موقعواي باك مشين.↑Board of Governors of the Federal Reserve System-The Recent Decline in the Labor Force Participation Rate and Its Implications for Potential Labor Supply-See Figure 3-2006نسخة محفوظة2021-03-22 على موقعواي باك مشين.↑Peter Barth and Dennis Heffley"Taking Apart Taking Part: Local Labor Force Participation Rates"نسخة محفوظة2007-07-01 على موقعواي باك مشين.University of Connecticut, 2004.↑"Civilian Labor Force Participation Rate Age 25-54".FRED. مؤرشف منالأصلفي 2021-05-17. اطلع عليه بتاريخ2018-02-18.↑Bloomberg-Jamrisko et. al-Yellen's Labor Market Dashboard-February 2, 2018نسخة محفوظة2021-03-07 على موقعواي باك مشين.↑"Civilian Labor Force Participation Rate - Men Aged 25-54".FRED. مؤرشف منالأصلفي 2021-05-17. اطلع عليه بتاريخ2018-02-18.↑"Civilian Labor Force Participation Rate - Women Aged 25-54".FRED. مؤرشف منالأصلفي 2021-05-17. اطلع عليه بتاريخ2018-02-18.12345678Morisi، Teresa (1 يناير 2017). "Teen Labor Force Participation before and after the Great Recession and beyond".Monthly Labor Review–عبر EBSCOhost.↑Richard Fry (11 أبريل 2016)."Millennials are the largest generation in the U.S. labor force". مؤرشف منالأصلفي 2021-05-14. اطلع عليه بتاريخ2021-04-26.↑"Civilian Labor Force: Foreign Born".FRED. مؤرشف منالأصلفي 2021-05-17. اطلع عليه بتاريخ2018-02-18.↑"Civilian Labor Force Participation Rate Foreign Born".FRED. مؤرشف منالأصلفي 2021-04-23. اطلع عليه بتاريخ2018-02-18.123456789Cordero-Guzman، Hector (مايو 2013). "Immigrant Labor and the U.S. Economy: A Profile".New Labor Forum. ج.22: 16–27–عبر EBSCOhost.123Donato، Katherine؛ Piya، Bhumika؛ Jacobs، Anna (1 سبتمبر 2014). "The Double Disadvantage Reconsidered: Gender, Immigration, Marital Status, and Global Labor Force Participation in the 21st Century".International Migration Review. ج.48: 335–364–عبر EBSCOhost.↑CIA World Factbook-Country Comparison on Labor Force-Retrieved February 20, 2018نسخة محفوظة2020-12-01 على موقعواي باك مشين.روابط خارجية
صفحة مكتب الولايات المتحدة لإحصائيات العمل حول معدل مشاركة القوى العاملة